# Luis César Rivera
Luis César Rivera (Cayey, Puerto Rico, 1949) es un escritor y poeta puertorriqueño perteneciente a la generación literaria del setenta.

## Biografía
Hijo de Santos Rivera Mateo y María Méndez Cartagena, nació en Cayey, Puerto Rico, en 1949.   Estudió literatura, pedagogía y comunicación pública en el Recínto de Río Piedras de la Universidad de Puerto Rico.  Junto a Rosario Ferré, Olga Nolla, Eduardo Forastieri y Waldo César Lloreda, fundó la revista Zona de carga y descarga en septiembre de 1972, una de las publicaciones fundacionales de la Generación del Setenta, que permaneció vigente hasta junio de 1975. En la misma colaboraron escritores puertorriqueños y extranjeros: Ángel Rama (uruguayo) y Marta Traba (argentina) fueron sus mentores.  Manuel Ramos Otero (puertorriqueño) fue su editor, y Zilia Sánchez Domínguez (cubana), la artista gráfica.  Algunos colaboradores puertorriqueños fueron Luis Rafael Sánchez, Emilio Díaz Valcárcel, Mercedes López-Baralt, Luce López-Baralt, Edgardo Rodríguez Juliá, Vanessa Droz y Rafael Cancel Miranda.  Algunos colaboradores extranjeros fueron: Pedro Mir (dominicano), José Donoso (chileno), Gabriel García Márquez (colombiano), José Kozer (cubano) y Eduardo Gudiño Kieffer (argentino), entre otros.  La aparición de “Zona de carga y descarga” suscitó mucha controversia y polémicas, éste era uno de los objetivos que buscaban sus fundadores, ya que la revista tenía como propósito principal derrocar el 'establishment' literario que ejercía el poder.
En la década de 1970, Luis César Rivera organizó los recitales de La guagua de la poesía, los cuales volvieron a impulsarse a principios de la década de 1990 y luego en el 2007, colocando en tarima a escritores de primer orden. Entre los escritores que participaron de La guagua de la poesía en el 2007 se encuentran Lourdes Vázquez, José María Lima, Madeline Millán, Néstor Barreto, Jocelyn Pimentel, Emmanuel Bravo, Mario Cancel, Mayda Colón, Chloé S. Georas y Hermes Ayala. Además, formó parte del comité organizador del 5.º Encuentro Nacional de Poetas que se llevó a cabo en Puerto Rico entre el 4 de marzo y el 6 de marzo de 2010.
La poesía de Luis César Rivera figura en Poesiaoi: Antología de la sospecha, editada por Joserramón Melendes en 1978.  Además, tiene a su haber los libros Botones (1973; 2.ª ed. 2001) y Latas (1978).
Luis César Rivera está casado con la serigrafista puertorriqueña Sofía Margarita, con quien procreó dos hijas.

## Obras
- Botones (1973; 2.ª ed. 2001)
- Latas (1978; 2.ª ed. 2019)
- Set (2016)
- Cordeles (1988)